# Dom Pachino

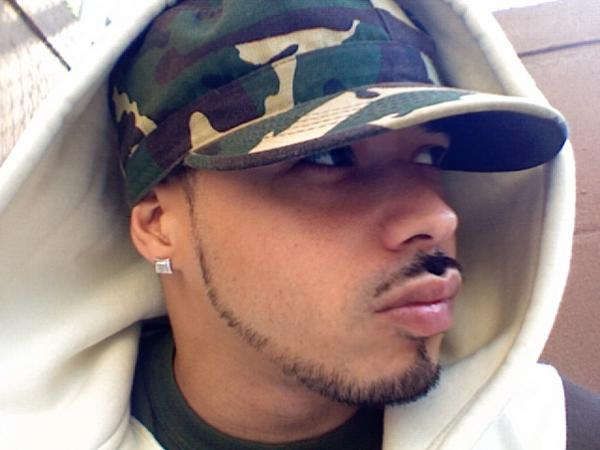
Dom Pachino

Dom Pachino, född Domingo J. Del Valle i Manhattan i New York, är en amerikansk rappare av puertoricanskt ursprung. Han är också känd under namnet P.R. Terrorist. Han är medlem i hiphopgruppen Killarmy.